# Delsatia
Delsatia — ранній рід ссавцеподібних, який жив у пізньому тріасі та був знайдений у Франції. Типовий вид, D. rhupotopi, був названий у 1997 році. Спочатку його попередньо помістили в Docodonta, але наступні дослідження не погоджуються з цим; Delsatia розглядається більшістю як базальна форма ссавцеподібних. Голотип, MNHN.F.SNP408W, є неповним ізольованим зубом.